# Mordellistena oceanica
Mordellistena oceanica es una especie de coleóptero de la familia Mordellidae.

## Distribución geográfica
Habita en las islas Salomón.